# Austrália no Festival Eurovisão da Canção Júnior
A Austrália participou no Festival Eurovisão da Canção Júnior cinco vezes entre 2015 e 2019. A Special Broadcasting Service (SBS), membro associado da União Europeia de Radiodifusão (EBU), foi responsável pelo processo de seleção dos seus participantes nos concursos de 2015 e 2016, com a Australian Broadcasting Corporation (ABC) assumiu a participação do país a partir de 2017. A SBS transmitiu anteriormente todas as edições do Festival Eurovisão da Canção Júnior com atraso. A primeira representante do país a participar do concurso de 2015 foi Bella Paige com a música "My Girls", que terminou em oitavo lugar entre dezessete inscrições participantes, alcançando sessenta e quatro pontos. A Austrália continuou sua participação no concurso de 2016, tendo selecionado internamente Alexa Curtis com sua música "We Are", que terminou em quinto lugar, com 202 pontos. Isabella Clarke em 2017 e Jael Wena em 2018 ficaram em 3º lugar, os melhores resultados da Austrália até o momento. Depois de terminar em oitavo com Jordan Anthony em 2019, a Austrália anunciou sua retirada da competição de 2020 devido à pandemia de COVID-19. O país não voltou à competição desde então.

## História
Em 7 de outubro de 2015, a emissora nacional australiana Special Broadcasting Service (SBS) anunciou que faria sua estreia no Eurovisão Júnior em 2015, em Sófia, Bulgária, após seu sucesso no Eurovision Song Concurso 2015. A SBS selecionou internamente Bella Paige como sua representante de estreia, com a música "My Girls". No sorteio da ordem de execução realizado em 15 de novembro de 2015, a Austrália foi sorteada para o sexto lugar em 21 de novembro de 2015, atrás da Holanda e precedendo a Irlanda, onde terminou em oitavo lugar marcando 64 pontos. Este é o pior resultado da Austrália na história do concurso. Foi alcançado novamente no concurso de 2019 em Gliwice, na Polônia. A emissora australiana SBS anunciou em 12 de setembro de 2016 que continuaria sua participação no Festival Eurovisão da Canção Júnior e mais uma vez selecionaria internamente seu participante para o Concurso de 2016, que ocorreu em 20 de novembro de 2016, em Valletta, Malta. Alexa Curtis foi anunciada em 29 de setembro de 2016 como participante e representaria a Austrália com a música "We Are". Durante a cerimônia de abertura e o sorteio da ordem de execução que ocorreu em 14 de novembro de 2016, a Austrália foi sorteada para ter o décimo quarto lugar em 20 de novembro de 2016, atrás de Israel e precedendo a Holanda, onde terminou em quinto lugar com 202 pontos, seu melhor resultado na época até a participação de Isabella Clarke na edição de 2017 e Jael (2018 Festival Eurovisão da Canção Júnior), ambos ficando em 3º lugar geral.
Em julho de 2020, a emissora australiana SBS anunciou que não participaria do concurso de 2020 devido à pandemia de COVID-19. O país não voltou à competição desde então.

## Idiomas a concurso
| Idioma | Vezes |
| ------ | ----- |
| Inglês | 4     |

## Participações
Legenda
     Vencedor
     2.º lugar
     3.º lugar
     Pontuação Nula ("Null Points")/Último Lugar
     Melhor classificação (fora do top 3)
     Qualificação para a final (fora do top 3)
     País-anfitrião
     Desclassificado
| #  | Ano          | Artista         | Língua | Canção                                                                                   | Tradução      | Lugar | Pontos |
| -- | ------------ | --------------- | ------ | ---------------------------------------------------------------------------------------- | ------------- | ----- | ------ |
| 1º | Sófia 2015   | Bela Paige      | Inglês | "My Girls" C & L:Delta Goodrem, Mitch Allan, Vince Pizzinga                              | Minhas Miúdas | 8º    | 64     |
| 2º | Valeta 2016  | Alexa Curtis    | Inglês | "We Are" C & L:Ali Tamposi, Boi-1da, Tania Doko                                          | Nós Somos     | 5º    | 202    |
| 3º | Tbilisi 2017 | Isabella Clarke | Inglês | "Speak Up!" C & L:Cameron Hollywood Nacson, Chloe Papandrea, Jess Porfiri, Toby Chew Lee | Fala!         | 3º    | 172    |
| 4º | Minsk 2018   | Jael Wena       | Inglês | "Champion" C & L:MSquared                                                                | Campeão       | 3º    | 201    |
| 5º | Gliwice 2019 | Jordan Anthony  | Inglês | "We Will Rise" C & L:Jordan Anthony, MSquared                                            | Vamos Crescer | 8º    | 121    |

## Comentadores e porta-vozes
| Ano           | Comentarista   | Porta-voz                                      | Canal (es)                   | Ref.           |
| ------------- | -------------- | ---------------------------------------------- | ---------------------------- | -------------- |
| 2003-2012     | SBS TV         | Sem comentador                                 | Austrália não podia competir |                |
| 2013          | SBS Two        | Andre Nookadu e Georgia McCarthy               | Austrália não podia competir | [ 11 ] [ 12 ]  |
| 2014          | SBS Two        | Andre Nookadu e Georgia McCarthy               | Austrália não podia competir | [ 13 ]         |
| 2015          | SBS One        | Ash London e Toby Truslove                     | Ellie Blackwell              | [ 14 ]         |
| 2016          | SBS One        | Sem comentador                                 | Sebastian Hill               |                |
| 2017          | ABC Me         | Pip Rasmussen, Tim Mathews e Grace Koh         | Liam Clarke                  | [ 14 ]         |
| 2018          | ABC Me         | Grace Koh, Pip Rasmussen e Lawrence Gunatilaka | Ksenia Galetskaya            | [ 15 ]         |
| 2019          | ABC Me         | Pip Rasmussen, Drew Parker and Ava Madon       | Szymon                       |                |
| 2020-Presente | Não transmitiu | Não transmitiu                                 | Não transmitiu               | Não transmitiu |